# Koumbi Saleh
Pour les articles homonymes, voir Saleh.
Koumbi Saleh était la capitale du royaume du Ghana à partir du IVe siècle. Elle a été localisée au sud de l’actuelle Mauritanie, lors de fouilles archéologiques en 1913.
Elle servait de dépôt de sel et d'or, en liaison avec l'Afrique du Nord. Au XIe siècle, sa population avoisinait les 30 000 habitants. Elle aurait été prise en 1076 par le chef almoravide Abu Bahr. Après la décadence de l'Empire du Ghana, elle tombe aux mains de Soumaoro Kanté (1190-1235), roi du Royaume de Sosso. Vers 1240, l'empereur du Mali Soundiata Keïta s'en empare et la détruit.

## Koumbi Saleh, capitale de l'empire duGhana
En 1067, le géographe arabe Al-Bakri s'était rendu à Koumbi, où des commerçants arabes avaient leur propre quartier. Il décrit la ville : 
"Ghâna se compose de deux villes situées dans une plaine. Celle habitée par les musulmans est très grande et renferme douze mosquées, dans lesquelles est célébrée la prière du vendredi. Toutes ces mosquées ont leurs imams, leurs muezzins et leurs lecteurs salariés. La ville possède des jurisconsultes et des hommes remplis d’érudition. Dans les environs se trouvent plusieurs puits d’eau douce, qui fournissent la boisson des habitants et auprès desquels on cultive des légumes.
« La ville habitée par le roi est à six milles de celle-ci. Le territoire qui les sépare est couvert d’habitations. Les édifices sont construits avec des pierres et du bois d’acacia. La demeure du roi se compose d’un palais et de plusieurs huttes aux toits arrondis et la circonférence est entourée d’une clôture semblable à un mur.
« La ville du roi est entourée de huttes, de massifs d’arbres et de bosquets, qui servent de demeures aux mages de la nation, chargés du culte religieux ; c’est là qu’ils ont placé leurs idoles et les tombeaux de leurs souverains. Des hommes préposés à la garde de ces bois empêchent qui que ce soit d’y entrer ou de prendre connaissance de ce qui s’y passe. C’est là aussi que se trouvent les prisons du roi".

## Site archéologique de Koumbi Saleh
Le site archéologique de Koumbi Saleh a été découvert en 1914 par Bonnel de Mezière. Il a fait l'objet de fouilles en 1939, par Paul Thomassey, Mauny et Lazartigues, puis de nouveau en 1960 par Serge Robert et Sophie Berthier. Il a été inscrit en 2001 à la liste indicative de l'UNESCO.

### La mosquée

#### Introduction
Les mosquées du Sahara occidental, dites "mauritaniennes", sont distinctes de celles des vallées du Niger, occupant une zone entre la Mauritanie et le nord-ouest du Mali. Ces mosquées, datant des IXe et XIe siècles, sont les derniers vestiges d'une architecture de pierre qui a influencé les mosquées des vallées du Niger. Répandu vers le sud par les commerçants ibadites puis par les Almoravides, ce style architectural s'est épanoui au fur et à mesure que les Almoravides étendaient leur empire, établissant des centres commerciaux et des centres de culture islamique.
Construites principalement en pierres de taille assemblées avec un mortier d'argile, les mosquées mauritaniennes reflètent l'influence des Berbères du Sahara. La fusion des techniques berbères avec les traditions africaines a conduit à une évolution architecturale significative entre le XIe et le XIIIe siècle. Malgré les différences de matériaux de construction — la pierre plutôt que la brique crue — ces mosquées présentent des similitudes frappantes dans leurs plans rectangulaires et leur mihrab semi-circulaire.

#### Architecture
Construite entre le IXe et le XIVe siècle, la mosquée de Kumbi Saleh est l'une des plus anciennes structures reconnues parmi ses homologues, comme l'Awdaghust, que l'on trouve dans les régions de l'Adrar et du Hodh. Malgré une documentation historique limitée, ces mosquées sont d'une grande importance pour la compréhension du patrimoine architectural de la région. En particulier, au XIe siècle, Al-Bakri identifie Kumbi Saleh comme la capitale du royaume de Wagadu, également connu sous le nom de royaume du Ghana.
Située dans ce qui était probablement un environnement de steppe sahélienne, la mosquée de Kumbi Saleh a subi de nombreuses transformations et extensions au cours de son histoire. Les mesures d'origine suggèrent que le bâtiment mesurait environ 46 mètres sur l'axe est-ouest et 23 mètres sur l'axe nord-sud, ce qui en fait l'une des plus grandes structures de l'époque.
Les premières observations de Raymond Mauny et Paul Thomassey en 1950, a conduit à des fouilles extensives entre 1979 et 1982 par Serge Robert, qui ont fourni des informations importantes sur son développement architectural. La mosquée, construite principalement en pierre sèche et décorée d'un enduit de boue rouge, comportait des dalles décoratives en ardoise avec des motifs peints complexes, y compris des motifs épigraphiques, géométriques et floraux.
Tout au long de son existence, la mosquée de Kumbi Saleh a connu plusieurs phases d'agrandissement et de rénovation. Les extensions ultérieures ont porté la hauteur de la salle de prière à approximativement 3 mètres, soutenue par des colonnes surmontées de tambours en pierre. Les fouilles architecturales ont révélé une série de mihrabs, démontrant l'adaptation continue de la mosquée aux besoins changeants de sa communauté.
La vitalité urbaine de Kumbi Saleh est illustrée par les ajouts et les modifications successifs de la mosquée, démontrant l'importance historique de la zone en tant que centre culturel et religieux. De même, la mosquée d'Awdaghust partage de nombreuses caractéristiques architecturales avec la mosquée de Kumbi Saleh, avec une construction en pierre et des éléments décoratifs, bien qu'avec des variations uniques reflétant son propre contexte historique et son développement.